# John Richard Packer
John Richard Packer (* 10. Oktober 1946 in Blackburn, Lancashire) ist ein britischer anglikanischer Geistlicher. Er war von 2000 bis 2014 Bischof der Diözese Ripon und Leeds der Church of England.

## Leben
Packer besuchte das Keble College an der University of Oxford und machte dort 1967 einen Bachelor of Arts. Zur Vorbereitung auf das Priesteramt besuchte er ab 1967 das Theological College Ripon Hall in Oxford. 1970 wurde Packer zum Diakon geweiht, 1971 zum Priester. Von 1970 bis 1973 war er Hilfsvikar an Saint Helier und St Peter's in Morden in der Diözese Southwark. 1973 bis 1977 war er als Kaplan an der St. Nicholas Church in Abingdon tätig. Von 1973 bis 1975 war er als Dozent und Director of Pastoral Studies am Ripon Hall College in Oxford für die Priesterausbildung in der Diözese verantwortlich.
Von 1977 bis 1986 war er Vikar in Wath-upon-Dearne und war auch für die Kirchengemeinde in Adwick-upon-Dearne zuständig. Von 1983 bis 1986 war er gleichzeitig Landdekan von Wath-upon-Dearne. Packer wurde 1986 Dekan (Team Rector) beim Sheffield Manor Team Ministry in der Diözese von Sheffield. Gleichzeitig war er von 1990 bis 1991 auch Landdekan in Attercliffe.
Von 1991 bis 1996 war er als Archidiakon (Vorsteher eines Kirchensprengels) von West Cumberland tätig. Gleichzeitig war er von 1995 bis 1996 als Pfarradministrator (Priest-in-charge) zuständig für die Kirchengemeinde in Bridekirk. Von 1996 bis 2000 war er als „Bischof von Warrington“ Suffraganbischof in der Diözese Liverpool der Church of England.
Von 2000 bis Ende Januar 2014 war Packer Bischof von Ripon und Leeds. Er war somit der einzige Bischof dieser Diözese, die bis 1999 Diözese Ripon hieß und zu Ostern 2014 in der Diözese Leeds aufging.
Von 1985 bis 1991, von 1992 bis 1996 und seit 2000 war Packer Mitglied der Generalsynode der Church of England.
Er ist seit 1971 mit Barbara Priscilla Jack verheiratet. Sie haben eine Tochter und zwei Söhne.

## Mitgliedschaft im House of Lords
Packer gehört seit dem 23. Oktober 2006 dem House of Lords an. Seine Antrittsrede hielt er am 14. Dezember 2006. Zu seinen politischen Interessengebieten zählt er soziale und ethische Fragestellungen, das Erziehungswesen, die Asylpolitik und den Kampf gegen Rassismus. Als Land von besonderem Interesse gibt Packer Sri Lanka an. Anfang 2014 schied er mit dem Ende seiner Amtszeit als Bischof von Ripon und Leeds auch aus dem House of Lords aus.

## Wirken in der Öffentlichkeit
Packer gehörte 2009 zu den Unterstützern des Living Ghost Statement, einer Kampagne der Bewegung Church Action against Poverty zur Bekämpfung von Mittellosigkeit und Obdachlosigkeit bei Asylbewerbern.
2005 forderte Packer vom britischen Home Office eine öffentliche Untersuchung, nachdem sich ein Asylbewerber aus Angola in der Abschiebehaft das Leben genommen hatte. Im Vorfeld war kritisiert worden, dass die Behörde trotz mehrerer Anfragen zehn Monate lang auf den Asylantrag nicht reagiert hatte und den Asylbewerber und seinen 13-jährigen Sohn ohne Vorankündigung verhaften ließ.
Im Juni 2003 war Packer einer der Bischöfe der Church of England, die die Nominierung von Jeffrey John, einem offen homosexuellen Priester, der in einer festen Beziehung lebte, zum Weihbischof von Reading durch den Erzbischof von Canterbury, Rowan Williams, ausdrücklich unterstützten und ihre Solidarität mit der Entscheidung von Williams bekundeten. Packer erklärte, die Berufung Johns würde es der Gemeinschaft der Bischöfe ermöglichen, den Erfahrungen der homosexuellen Community zuzuhören.
2007 zog Packer in seiner Predigt zum Gründonnerstag Parallelen zwischen dem Leiden Jesu Christi und den Unsicherheiten, denen Priester in ihrem Auftrag der Verkündung des Wortes Gottes ausgesetzt seien. Packer griff den aktuellen Fall des Mordes an dem Priester Paul Bennett auf und betonte die Gefahren für Priester, denen sie aufgrund ihrer seelsorgerischen Tätigkeit ständig emotional und physisch ausgesetzt seien.
Packer war am 7. Oktober 2008 unter den Unterzeichnern einer Erklärung, die zum Schutz von Kindern vor seelischer und körperlicher Gewalt aufrief.
Im Januar 2009 äußerte er sich in Bezug auf die Trennung von Kirche und Staat.
Packer unterstützte die Auffassung von Rowan Williams, dem Erzbischof von Canterbury, und äußerte, die Church of England werde auch mit dem Modell einer Trennung von Staat und Kirche gut weiterleben können. Zuvor war darüber spekuliert worden, die Labour-Partei dränge zu diesem Schritt.